# 基馬拉斯公爵杜阿爾特
杜阿爾特（葡萄牙語：Duarte，1515年10月7日—1540年9月20日），基馬拉斯公爵，曼紐一世的第七子。

## 家庭
1537年，杜阿爾特與布拉干薩公爵傑米一世的女兒伊莎貝爾結婚，共有1子2女：
- 瑪麗亞公主（1538年—1577年）
- 卡塔琳娜公主（1540年—1614年）
- 杜阿爾特王子（1541年—1576年）